# 천진한국국제학교
천진한국국제학교(중국어 간체자: 天津韩国国际学校, 정체자: 天津韓國國際學校)는 중화인민공화국 톈진시에 있는 한국학교이다. 현재 유치원부터 고등학교까지의 과정을 운영하고 있다.

## 연혁
- 2001년 3월 7일 : 개교